# Tavče Gravče
Tavče Gravče (en macedonio: Тавче гравче; la traducción al castellano es: judías en una cazuela) es un plato tradicional de la Gastronomía de Macedonia del Norte. Se prepara con judías frescas y su popularidad es tan grande que se puede encontrar en casi cualquier restaurante Macedonia del Norte así como en las zonas de la diáspora macedonia a lo largo del mundo. Es habitual que se sirva muy caliente en cazuelas de barro.

## Características
Las judías blancas empleadas son secas y es habitual que se pongan en remojo unas horas antes de su elaboración. Se trata de un cocido elaborado con judías y pimiento que en su última fase se calienta en un horno a casi doscientos grados, la complicación del plato está en que las judías no se sequen y permanezcan en una salsa viscosa. En su elaboración no participa carne. En Macedonia del Norte el plato más conocido es el Tetovo Tavče Gravče.